# كونستانس جارنيت
كونستانس كلارا جارنيت (الاسم عند الولادة بلاك؛ 19 ديسمبر 1861- 17 ديسمبر 1946) مترجمة إنجليزية للأدب الروسي في القرن التاسع عشر. كانت أول مترجمة نقلت العديد من مجلدات أعمال أنطون تشيخوف إلى اللغة الإنجليزية، وأول من ترجم تقريبًا جميع روايات فيودور دوستويفسكي إلى الإنجليزية أيضًا. نقلت كذلك أعمال كل من إيفان تورغينيف وليو تولستوي ونيقولاي غوغول وإيفان غونتشاروف وألكسندر أستروفسكي وألكسندر هيرزن. أي ترجمت جارنيت بالمجمل، 71 مجلدًا من الأدب الروسي، لا يزال يُطبع الكثير منها إلى اليوم.

## حياتها
ولدت جارنيت في برايتون، إنجلترا، وهي الابنة السادسة من بين ثمانية أولاد. والدها المحامي ديفيد بلاك (1892-1817)، أصبح فيما بعد مساعدًا إداريًا وقاضي تحقيق البلدة، والدتها كلارا ماريا باتين (1875-1825)، هي ابنة الرسام جورج باتين. شقيقها عالم الرياضيات آرثر بلاك، وشقيقتها كليمنتينا بلاك نقابية عمّالية وروائية. أصيب والدها بالشلل في عام 1873، وتوفيت والدتها بعد عامين من ذلك بنوبة قلبية وهي ترفع زوجها من كرسيه إلى سريره.
تلقت جارنيت تعليمها بدايةً في مدرسة برايتون وهوف الثانوية. درست بعد ذلك اللاتينية واليونانية في كلية نيونهام، كامبريدج بمنحة من الحكومة. انتقلت إلى لندن في عام 1883 حيث بدأت العمل كمربية ثم كأمينة مكتبة في مكتبة قصر الشعب. التقت جارنيت عن طريق شقيقتها كليمنتينا بالدكتور ريتشارد جارنيت، الذي عمل آنذاك أمينًا للمطبوعات في المتحف البريطاني، وابنه إدوارد جارنيت الذي تزوجت منه في برايتون في 31 أغسطس في عام 1889. أصبح إدوارد بعد أن عمل قارئًا لصالح دار نشر ت. فيشير آنوين، وويليام هينمان وداكوورث، يعمل لصالح دار جوناثان كيب للنشر. في صيف عام 1891 وعندما كانت جارنيت حاملًا بطفلها الوحيد، قدّمها زوجها إدوارد، إلى الكاتب الصحفي والثوري المنفي الروسي فيليكس فولكوفسكي، الذي بدأ بتعليمها اللغة الروسية، وقدمها كذلك إلى صديقه المنفي سرجي ستيبنياك وزوجته فاني. بدأت جارنيت بعد مدة وجيزة العمل مع ستيبنياك في ترجمة الأعمال الروسية ونشرها؛ كانت أولى ترجماتها المنشورة، رواية قصة عادية لإيفان غونتشاروف وكتاب ملكوت الله في داخلكم للأديب ليو تولستوي. نُشر هذا الأخير في أثناء رحلتها الأولى إلى روسيا في أوائل عام 1894. سافرت جارنيت بعد زياراتٍ عدة إلى موسكو وسانت بطرسبورغ، إلى ياسنايا بوليانا حيث التقت بتولستوي؛ على الرغم من إعراب تولستوي عن رغبته في أن تترجم جارنيت المزيد من أعماله الدينية، إلا أنّها كانت قد بدأت بالفعل في ترجمة روايات إيفان تورغينيف واستمرت في ذلك عند عودتها إلى البلد. عملت جارنيت بدايةً مع ستيبنياك على ترجماتها، وتابعت العمل مع زوجته فاني بعد وفاته السابقة لأوانها في عام 1895. كانت الناسخة المفضلة لديها منذ عام 1906، شابة روسية تدعى نتالي دودينجتون، التقت بها جارنيت في روسيا ووجدت فيها «رفقة فكرية حقيقية».
أنتجت جارنيت على مدى العقود الأربعة التالية نسخًا باللغة الإنجليزية لعشرات المجلدات الروسية من تأليف تولستوي وغوغول وغونتشاروف ودوستويفسكي وتورغينيف وأستروفسكي وهيرزن وتشيخوف.
درس ابنها الوحيد، ديفيد جارنيت، ليصبح عالم أحياء، إلا أنه كتب روايات فيما بعد، بما في ذلك الرواية الشهيرة «السيدة التي تحولت إلى ثعلب» (1922).
أصبحت جارنيت مع حلول أواخر عشرينيات القرن العشرين، عاجزة وشبه عمياء، فتقاعدت من عمل الترجمة بعد نشر ثلاث مسرحيات لتورغينيف في عام 1934. التزمت العزلة بعد وفاة زوجها في عام 1937، وأصيبت بمرضٍ في القلب مصحوبًا بضيق تنفس، واضطرت في سنواتها الأخيرة إلى المشي مستخدمةً عكازين. توفيت جارنيت في ذا سيرن، كروكهام هيل، كِنت، عن عمر ناهز 84 عامًا.